# Donatello Grieco
Nasceu em 1914. É filho do escritor e crítico literário Agrippino Grieco, de quem organizou os apontamentos encontrados após sua morte em 1973, sob o título Gralhas e pavões. Foi diplomata de carreira, embaixador aposentado e literato com várias obras publicadas, tendo exercido atividades jornalísticas antes de ingressar na diplomacia. Publicou também diversos livros de mérito alusivos à história do Brasil, entre os quais Napoleão e o Brasil, que tanto êxito obteve em edição da Biblioteca do Exército, ao recordar que o Imperador francês quase veio para o Recife quando estava preso na ilha de Santa Helena. Faleceu em 2010.